# Canonização equipolente

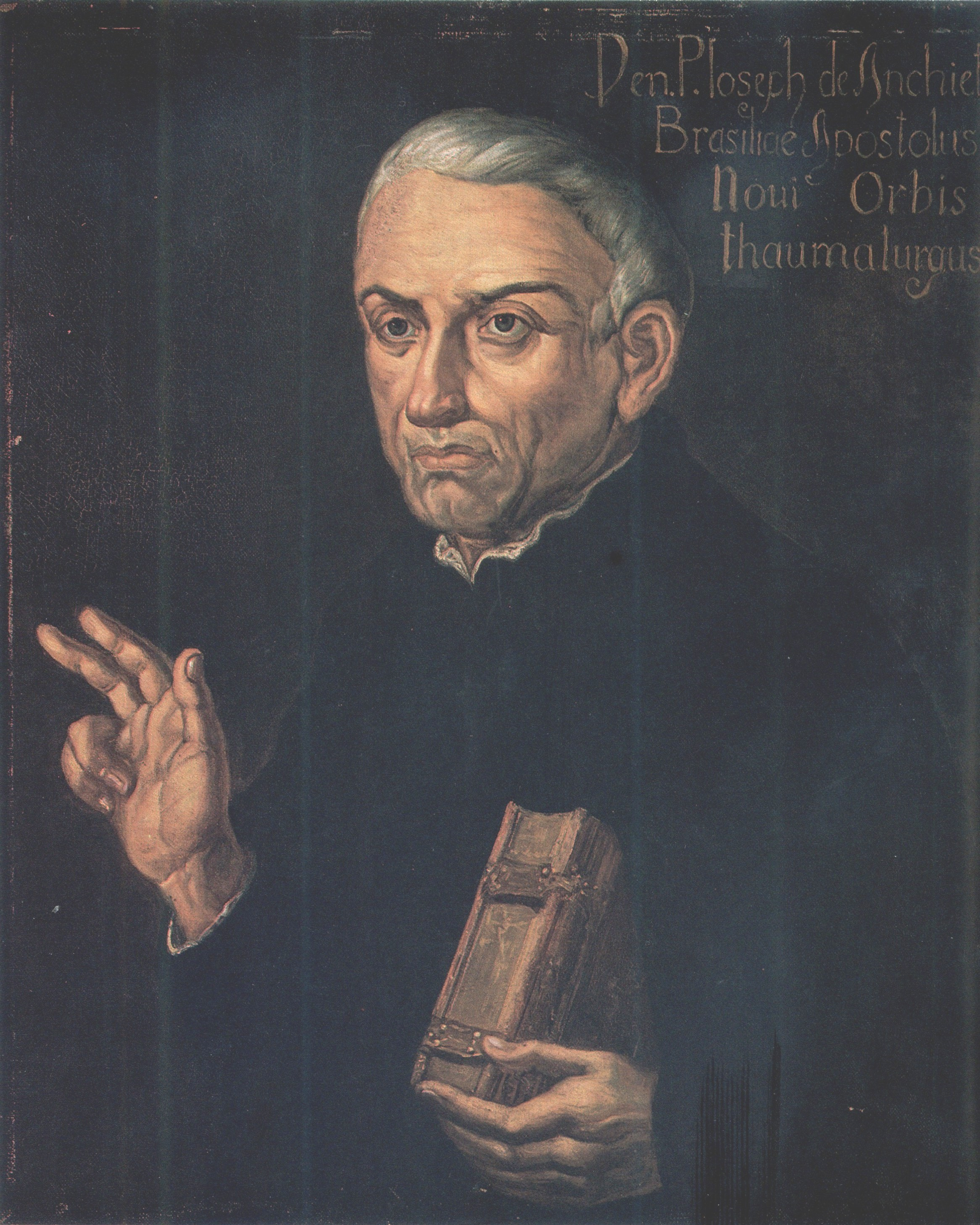
São José de Anchieta, canonizado por equipolência em 2014 pelo Papa Francisco

Canonização equipolente, ou equivalente, ou extraordinária; é um procedimento de canonização pelo qual o papa autoriza e ordena o culto popular de algum santo sem a necessidade de realizar cerimônias, investigações específicas ou os processos judiciais do Código de Direito Canônico da Igreja Católica Romana; sendo assim chamada pelos canonistas pois equivale ao método usualmente realizado de canonização. Portanto, os santos autorizados através da canonização equipolente não necessitam de passar pelo processo de beatificação ou de milagres comprovados pela Santa Sé para serem oficialmente ordenados santos da igreja. Este tipo de canonização acontece apenas se a veneração ao santo já é antiga e continuamente realizada por católicos. Esta inclui a celebração da festa de tal pessoa, com missa e ofício, no calendário litúrgico.

## História
A veneração e o culto aos mártires e santos cristãos são atestados desde os primeiros séculos da Igreja. No entanto, o processo de canonização como procedimento eclesiástico só começou a ser delineado no século XI, com o objetivo de identificar quais cristãos mereceriam o culto universal da Igreja, evitando assim confusões entre igrejas locais e assegurando que as virtudes do falecido estivessem plenamente comprovadas. Nessa época, já se apelava para a autoridade papa ou dos concílios para reconhecer essa autoridade.
No século XVII, foi Urbano VIII quem começou a realizar declarações pontificiais de canonização por meio de bulas papais. Os primeiros santos canonizados foram Felipe Neri, Inácio de Loyola e Francisco Xavier. Em outras bulas, foram decretadas as beatificações de outros servos de Deus. Em 1634, através da bula 'Caelestis Hierusalem cives', estabeleceu-se que essas potestades de beatificação e canonização eram exclusivas da Santa Sé. Na primeira metade do século XVIII, o bispo Prospero Lambertini, antes de se tornar Papa Bento XIV, publicou sua obra máxima litúrgica intitulada 'De servorum Dei beatificatione et de beatorum canonizatione', onde discutiu a doutrina da 'canonização equipolente' e descreveu a possibilidade de estabelecer o culto público a uma pessoa cuja fama de santidade e virtudes heroicas já fosse reconhecida pela tradição há muito tempo, e que já contasse com um culto preexistente na Igreja.
Essa doutrina tem sido reiterada desde então por vários papas até os tempos modernos, sem que disposições mais recentes sobre o processo de canonização tenham revogado essa prática como válida, exclusiva do Papa. Vários santos foram incluídos no martirológio dessa forma, incluindo Romualdo, Norberto de Xanten, Bruno de Colônia, Pedro Nolasco, Ramón Nonato, João de Mata, Félix de Valois, a rainha Margarida da Escócia, o rei Estêvão I da Hungria e Gregório VII. Alguns dos casos mais recentes de canonização equipolente foram Hildegarda de Bingen em 10 de maio de 2012, 833 anos após sua morte, Ángela de Foligno em 9 de outubro de 2013, após 704 anos de sua morte, Pedro Fabro em 17 de dezembro de 2013, 467 anos após sua morte, e José de Anchieta em 3 de abril de 2014, 416 anos após sua morte.

## Requisitos
Diferentemente da canonização ordinária, que requer todo um processo canônico, na canonização equivalente basta apenas a verificação prévia de:
1. Culto público ao candidato a santo realizado historicamente e de maneira contínua.
2. A fama de santidade e de intercessão milagrosa.
3. Suas virtudes heroicas ou, no caso do martírio.

Após isso, apenas uma declaração pública do Sumo Pontífice é necessária, ordenando a extensão do culto ao santo para toda a Igreja Católica.

## Lista de santos reconhecidos pela canonização equipolente
Até os dias atuais foram realizadas, ao todo, 48 canonizações equipolentes por dezessete papas diferentes. Os santos canonizados por equipolência são:
- por Clemente VIII
  - Romualdo de Ravena (1582)
- por Gregório XV
  - Norberto de Xanten (1621)
  - Bruno de Colônia (1623)
- por Alexandre VII
  - Pedro Nolasco (1628)
- por Inocêncio IX
  - Raimundo Nonato (1657)
  - Estêvão I da Hungria (1686)
  - Jean de Matha (1666)
- por Inocêncio XII
  - Margarida da Escócia (1673)
  - Félix de Valois (1694)
  - Gregório VII (1728)
  - Venceslau I (1729)
- por Clemente XII
  - Gertrudes de Helfta (1738)
- por Leão XII
  - Pedro Damião (1828)
  - Bonifácio de Tarso (1828)
- por Leão XIII
  - Cirilo e Metódio (1880)
  - Cirilo de Alexandria (1882)
  - Cirilo de Jerusalém (1882)
  - Justino (1882)
  - Agostinho de Cantuária (1882)
  - João Damasceno (1890)
  - São Silvestre, o abade (1890)
  - Beda (1899)
- por Bento XV
  - Bonifácio de Mogúncia (1919)
  - Efrém da Síria (1920)
- por Pio XI
  - Alberto Magno (1931)
  - Thomas More (1935)
  - John Fisher (1935)
- por Pio XII
  - Margarida da Hungria (1943)
- por João XXIII
  - Gregório Barbarigo (1960)
- por Paulo VI
  - João de Ávila (1970)
  - Nikolai Tavelić (1970)
- por João Paulo II
  - Marco Crisino (1995)
  - Stephen Pongracz (1995)
  - Melchior Grodziecki (1995)
- por Bento XVI
  - Hildegarda de Bingen (2012)
- por Francisco
  - Ângela de Foligno (2013)
  - Pedro Fabro (2013)
  - José de Anchieta (2014)
  - Maria da Encarnação (2014)
  - François de Laval (2014)
  - José Vaz (2015)
  - Gregório de Narek (2015)
  - Junípero Serra (2015)
  - Bartolomeu Fernandes dos Mártires (2019)
  - Margarida de Castello (2021)
  - Os 21 Mártires Coptas da Líbia (2023)
  - Isaque de Nínive (2024)
  - Teresa de Santo Agostinho e companheiras mártires de Compiègne (2024)